# Leyland Motors

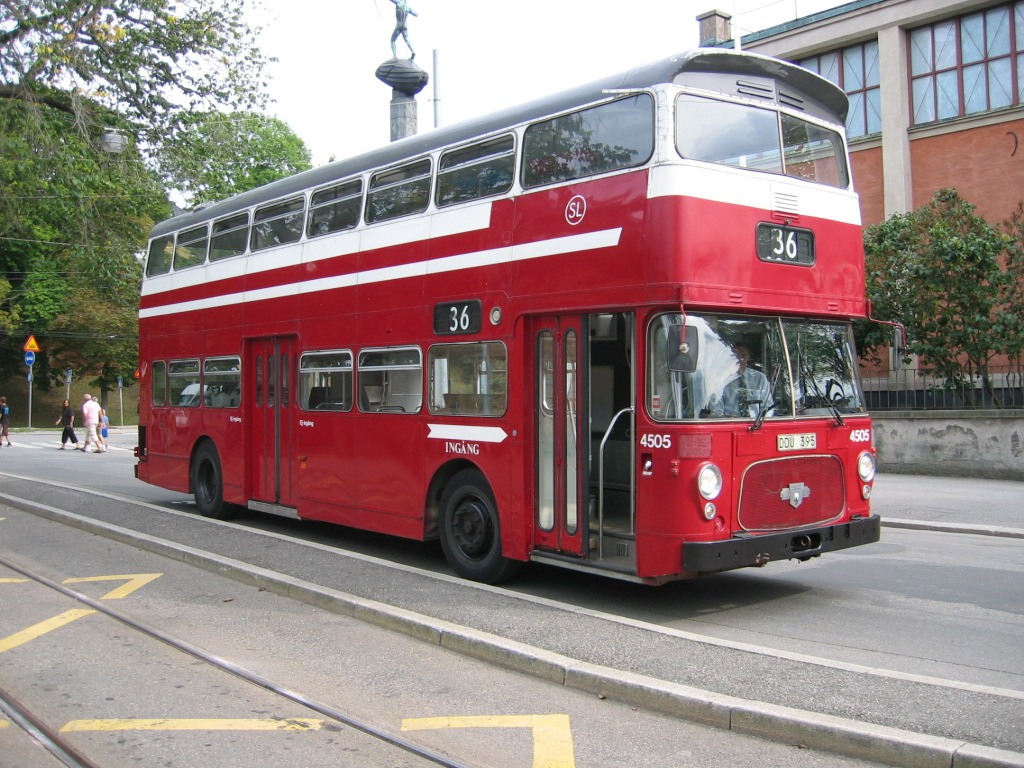
Leylandbuss hos SL.

Leyland Motors var en brittisk lastbils- och busstillverkare.
Leyland Motors går tillbaka till Lancashire Steam Motor Company som grundades 1896 i staden Leyland. 1907 fick verksamheten namnet Leyland Motors. Bolaget styrdes av familjen Spurrier i tre generationer fram till 1964.
Leyland under ledningen av Donald Stokes blev under 1960-talet en framgångsrik lastbils- och busstillverkare och stärkt av framgångar köptes Standard-Triumph år 1960 vilket innebar att Leyland även kom att bli personbilstillverkare. 1967 köptes även Rover.
Leyland Motors bildade 1968 British Leyland Motor Corporation då man gick samman med British Motor Holdings (tidigare British Motor Corporation).
Indiska Ashok inledde att samarbete med Leyland som 1954 gick som delägare varpå bolaget fick namnet Ashok Leyland. British Leyland lämnade bolaget 1975 men fortsatte att samarbeta med Ashok Leyland fram till 1980-talet.